# Andrij Pjatov
Andrij Valerijovyč Pjatov (ukrajinski: Андрій Пятов) (Kirovograd, 28. lipnja 1984.) bivši je ukrajinski nogometaš i reprezentativac. 
Bio je član ukrajinskog sastava za svjetsko prvenstvo 2006. i član ukrajinske mlade reprezentacije.
Ukrajinski nogometni izbornik objavio je u svibnju 2016. popis za nastup na Europsko prvenstvo u Francuskoj, na kojem se nalazi Pjatov. Igrao je u prvoj utakmici na Europskom prvenstvu protiv Njemačke, koju je Ukrajina izgubila s 2:0.